# Гайд-парк (Сідней)
Гайд-парк (англ. Hyde Park) — один з найвідоміших парків міста Сідней, найстаріший громадський парк в Австралії.

## Історія
Свою історію парк веде з 13 жовтня 1810 року, коли губернатор Нового Південного Уельсу Лаклан Маккуорі наказав відвести територію для «відпочинку та розваги жителів міста і вправ для військ», пізніше названу на честь лондонського Гайд-парку.
Спочатку в Гайд-парку проводилися змагання з багатьох видів спорту, в тому числі по крикету, регбі, скачкам і метанню кілець в ціль. Однак спортсменам доводилося ділити Гайд-парк з військовими, які тренувалися тут, з перехожими, шлях яких лежав через парк, а також з коровами, козами, вівцями та іншими тваринами, які паслися тут.
Гайд-парк розташований на території площею 16 га на схід від ділового району Сіднея і на південь від узбережжя затоки Порт-Джексон. Парк має прямокутну форму, в північній частині злегка закруглену. Із заходу територія обмежена Елізабет-стріт, з півдня — Ліверпуль-стріт, зі сходу — Коледж-стріт, з півночі — Сент-Джеймс-роуд і Прінс-Альберт-роуд. Вулиця Парк-стріт ділить парк на дві приблизно рівні частини, північну і південну. Поруч з межами парку розташовані Верховний суд Нового Південного Уельсу, церква Святого Якова, Сіднейський госпіталь, Австралійський музей, Собор Сент-Мері і Даунінг-Центр.
В парку росте 580 дерев, головним чином пальми, хвойні дерева і фікуси, у тому числі Ficus microcarpa. Територія парку пересічена алеями. На його території розташовано декілька пам'ятників, у тому числі пам'ятник Джеймсу Куку, у північній частині розташований фонтан Арчібальд, побудований 1932 року. У східній частині парку розташовані Сандрінгемські сади.
На території парку знаходиться АНЗАК-Меморіал, який споруджений на честь загиблих на фронтах першої світової війни воїнів Австралії і Нової Зеландії.

## Галерея

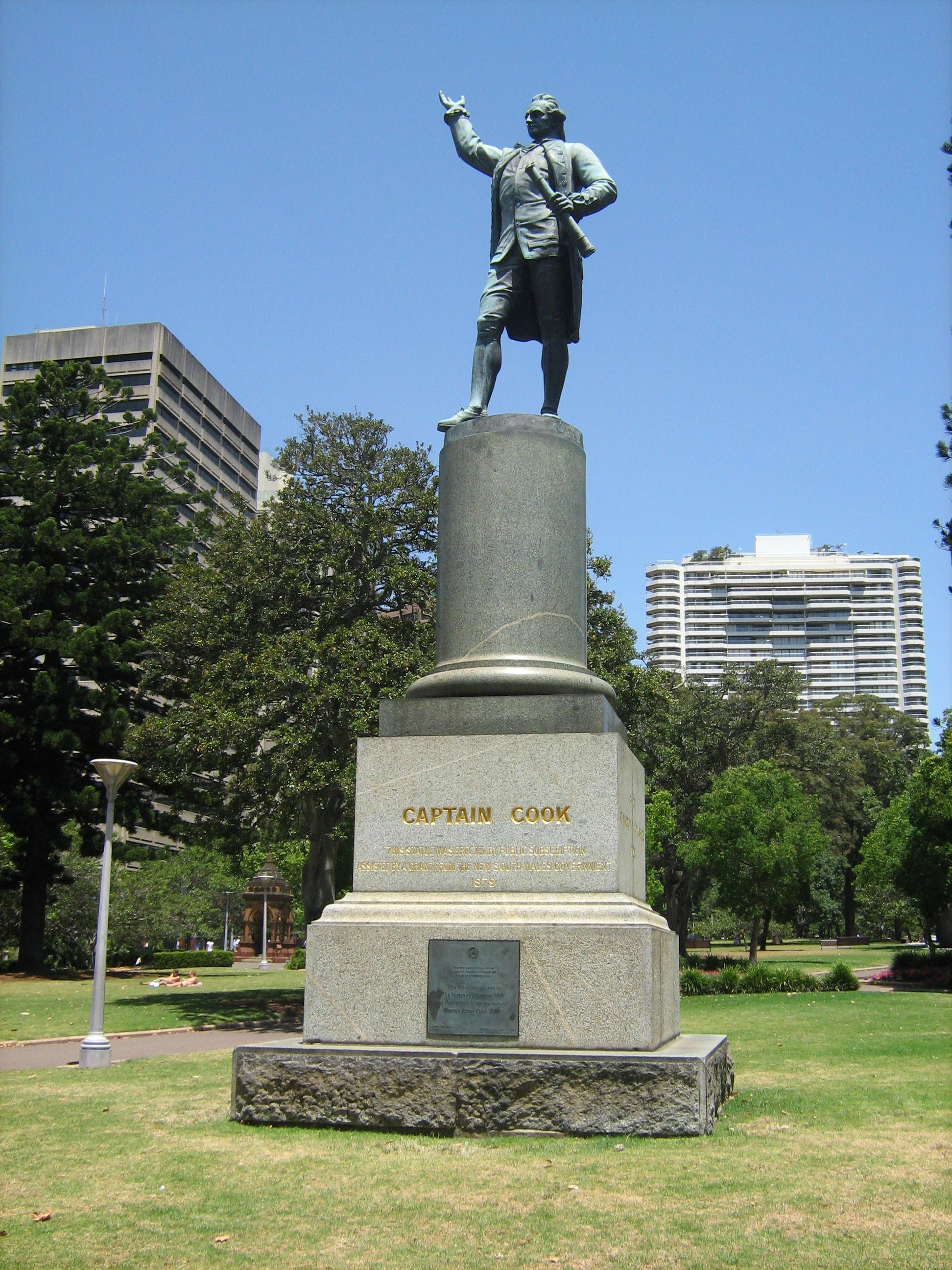
Статуя Джеймса Кука (скульптор Томас Вулнер)
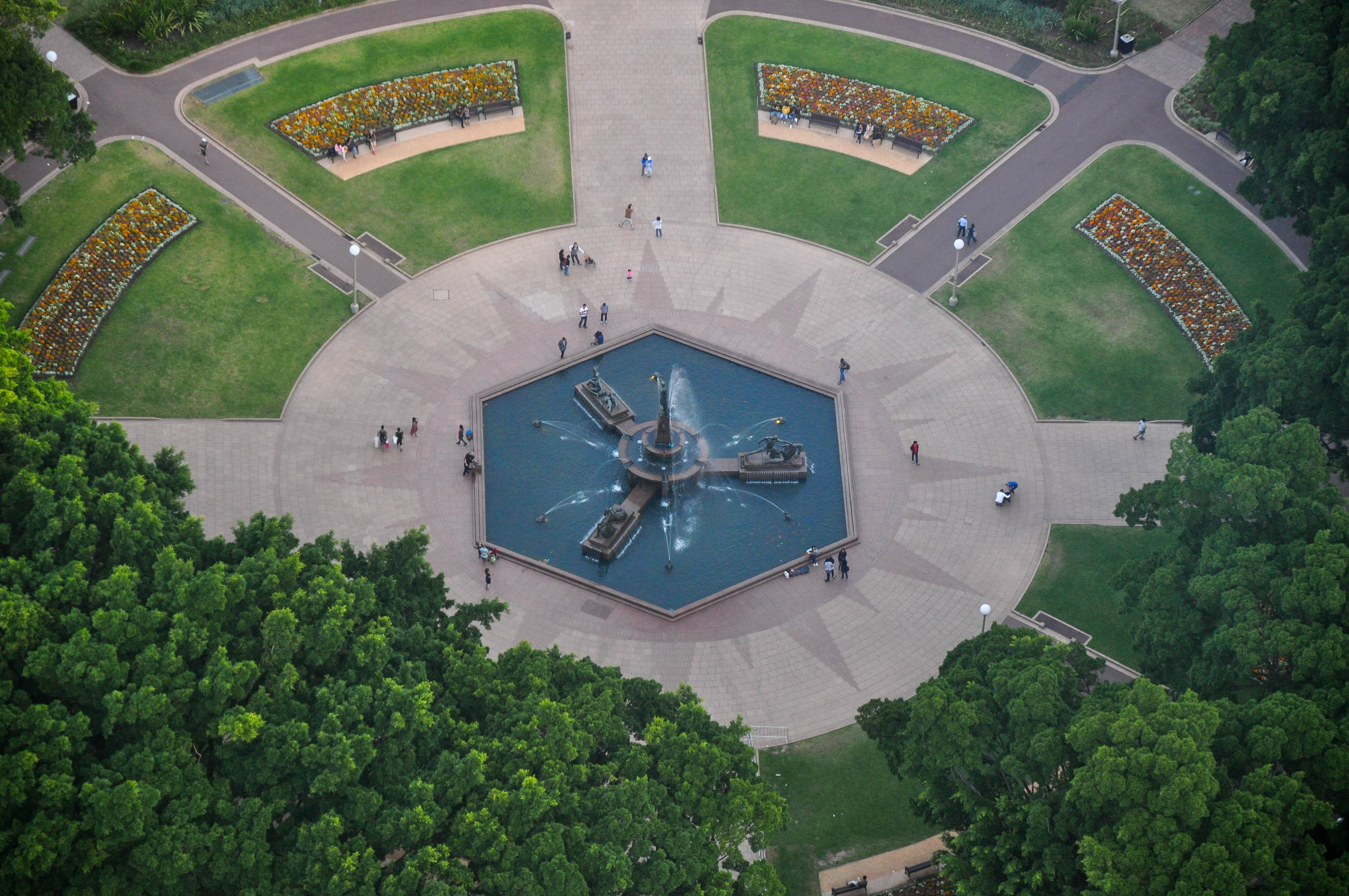
Фонтан Арчібальд
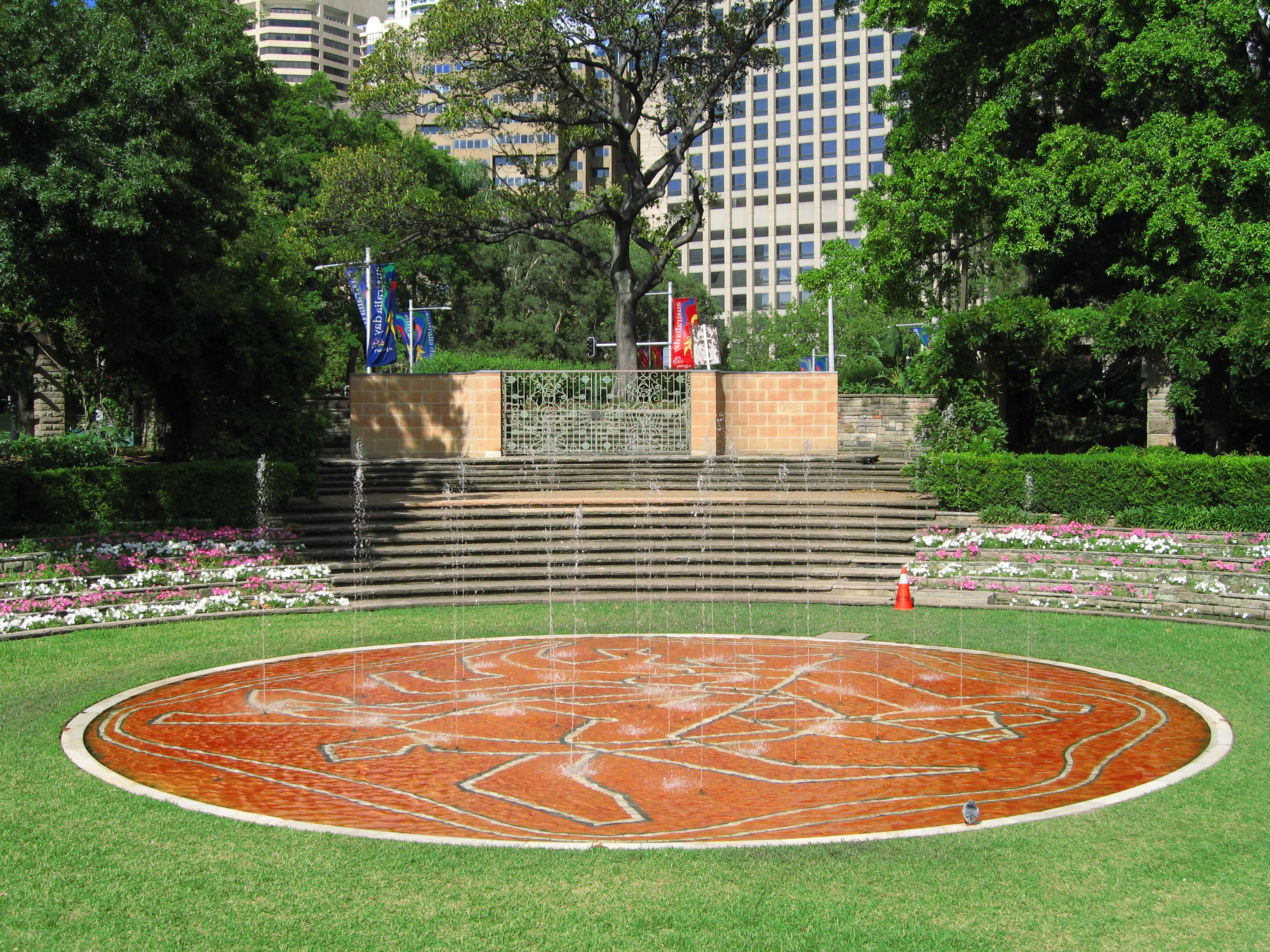
Сандрінгемські сади
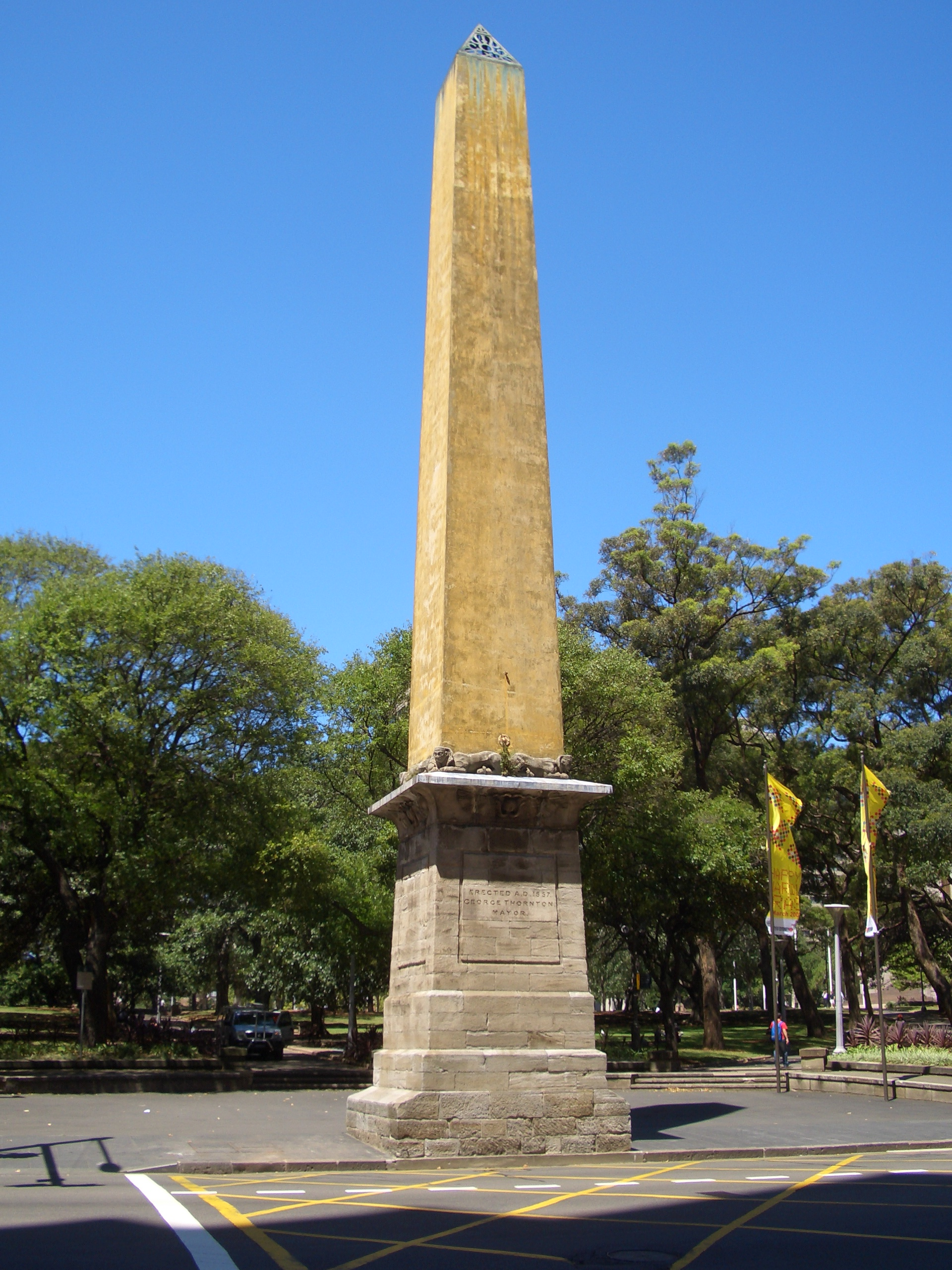
Обеліск
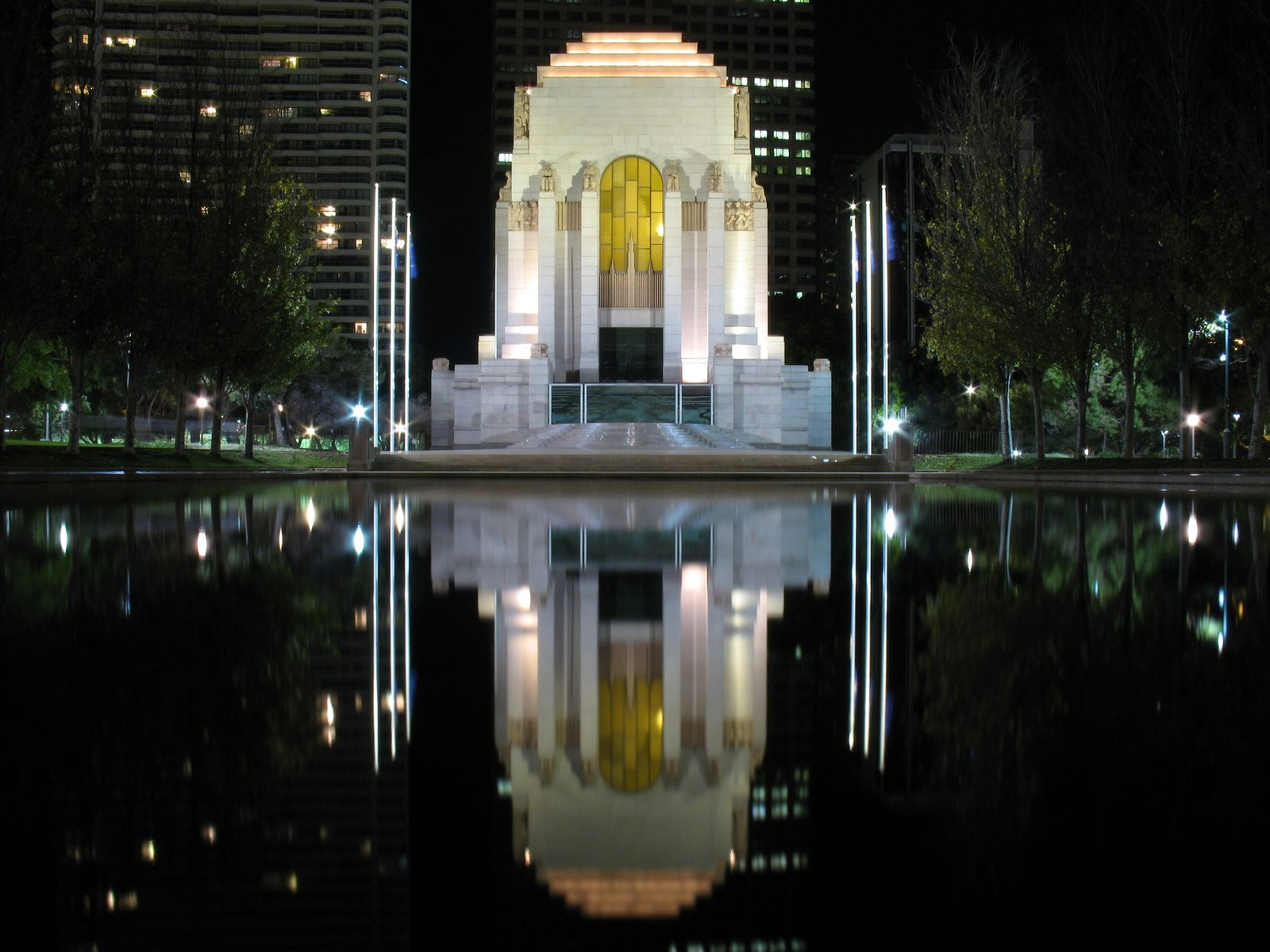
АНЗАК-Меморіал вночі
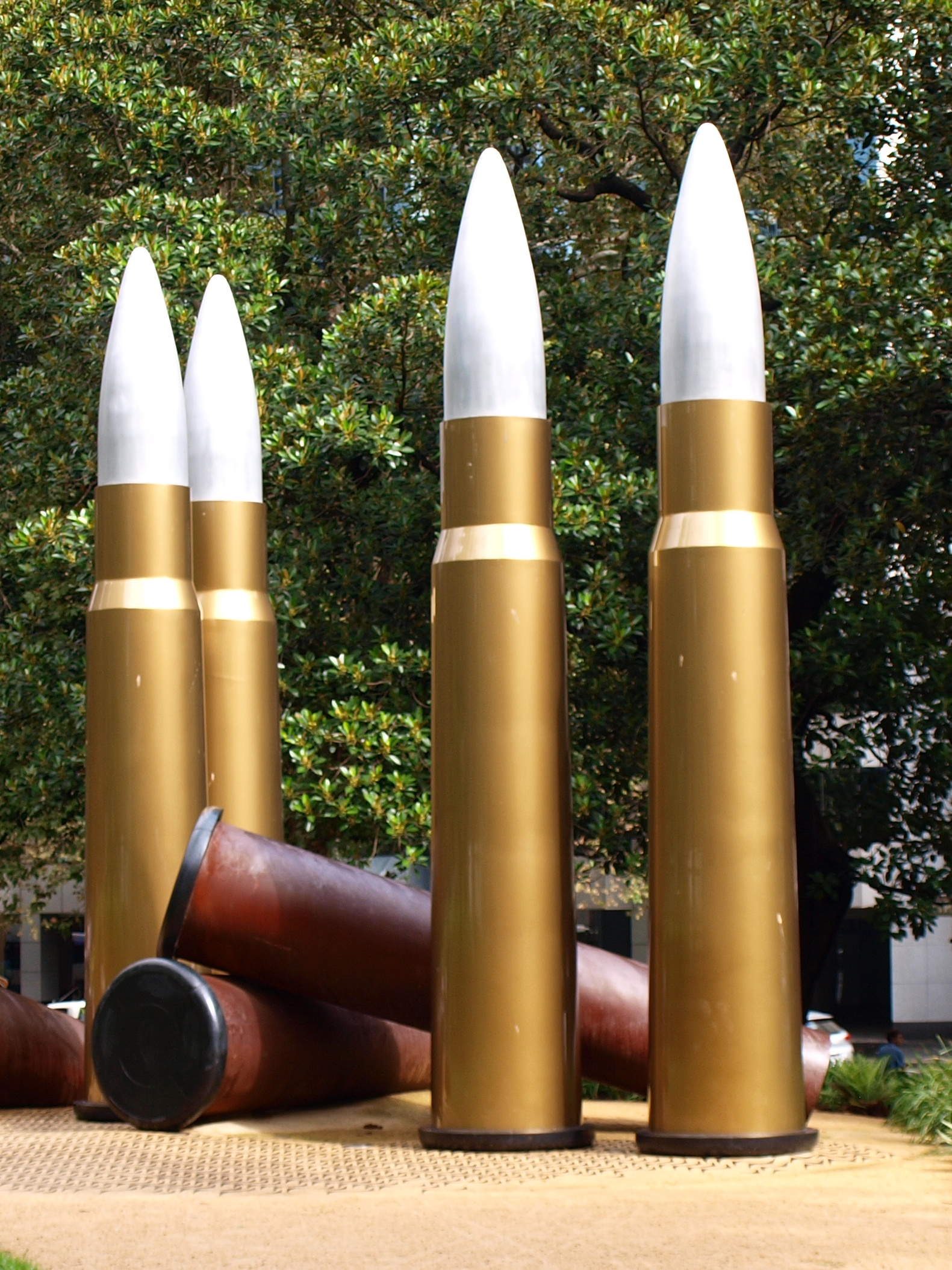
Сучасна скульптура біля АНЗАК-Меморіала